# La Mauvaise Prière
La Mauvaise Prière est une mélodie ou une chanson isolée, composée par Louis Aubert en 1932 sur un poème de René Chalupt.

## Composition
Louis Aubert compose La Mauvaise prière, sur un poème de René Chalupt, en 1932 à l'intention de la comédienne et chanteuse Marie Dubas.

## Présentation
La Mauvaise prière fait partie des « pages isolées du corpus des mélodies de Louis Aubert  ».
Avec cette mélodie — Moderato en sol mineur à 
 — le compositeur des Six poèmes arabes « n'a pas cru condescendre en écrivant des pages qui, pour avoir été données au concert symphonique, n'en étaient pas moins destinées au café-concert, chantées il est vrai par des artistes de grande classe ».
Louis Aubert orchestre La Mauvaise prière dès 1932, dans sa tonalité d'origine et transposée en la mineur pour une « orchestration réduite ». Il en existe également une version pour chœur sans accompagnement.

## Discographie
- Louis Aubert, Mélodies, par Françoise Masset (soprano), Christophe Crapez (ténor) et Claude Lavoix (piano), 2003, Maguelone MAG 111.134 (premier enregistrement mondial).

### Ouvrages généraux
- Marie-Claire Beltrando-Patier, Brigitte François-Sappey et Gilles Cantagrel (dirs.), Guide de la mélodie et du lied, Paris, Fayard, coll. « Les Indispensables de la musique », 1994, 916 p. (ISBN 2-213-59210-1, OCLC 417117290, BNF 35723610), « Louis Aubert », p. 11–12.

### Monographies
- Vladimir Jankélévitch, Premières et Dernières Pages : Louis Aubert, Paris, Seuil, 1994 (1re éd. 1974), 318 p. (ISBN 2-02-019943-2 et 978-2-02-019943-8), p. 290-298.
- Marcel Landowski et Guy Morançon (préface de Henry Barraud), Louis Aubert, musicien français, Paris, Durand & Cie, 1967, 98 p..